# Lose Blätter
Lose Blätter war eine vierteljährlich erscheinende Zeitschrift für Literatur, die von Renatus Deckert und Birger Dölling in Berlin herausgegeben wurde. Von 1997 bis 2007 wurden vierzig Ausgaben mit Lyrik, Prosa und literarischen Essays gedruckt.

## Zeitschrift
Die Ausgaben, die in der Regel 32 Seiten umfassten, waren motivisch komponiert. Es gab Themenhefte wie „Tiere im Gedicht“ oder „Lyrik und Musik“. In dem Heft „Erste Werke“ erinnerten sich zwölf Schriftsteller an ihre literarischen Anfänge und ihre erste Buchpublikation.
Neben Erstveröffentlichungen namhafter Autoren wurden Texte jüngerer Autoren gedruckt, die in dieser Zeit erstmals einer breiteren Öffentlichkeit bekannt wurden.
In den deutschsprachigen Feuilletons wurden die Losen Blätter für ihren klassischen Ansatz, ihr Formbewusstsein und ihren Ideenreichtum gelobt. In der Frankfurter Allgemeinen Zeitung sprach Ingeborg Harms im November 2003 von „einer bescheiden gehefteten Literaturzeitschrift, die es verdient, in Leinen gebunden zu werden“. Michael Braun nannte die Losen Blätter im Juni 2005 im Deutschlandfunk „das derzeit inspirierteste Periodikum der jungen Literaturszene“.
Im Sommer 2007 stellten die Losen Blätter nach insgesamt 1220 fortlaufend nummerierten Seiten ihr Erscheinen ein.

## Autoren
Zu den Autoren, die regelmäßig in den Losen Blättern publizierten, zählen Jürgen Becker, Marcel Beyer, Heinz Czechowski, Ulrike Draesner, Adolf Endler, Durs Grünbein, Friederike Mayröcker, Ingo Schulze, Lutz Seiler, Uwe Tellkamp, Jan Wagner und Ron Winkler. Durs Grünbein und Michel Tournier waren eigene Sonderhefte gewidmet.
Weitere Autoren waren Ilse Aichinger, Volker Braun, Wolfgang Hilbig, Reinhard Jirgl, Alexander Kluge, Sibylle Lewitscharoff, Robert Menasse, Oskar Pastior, Gerhard Roth und Peter Rühmkorf.
Drei Jahre vor dem Erscheinen von Uwe Tellkamps Roman Der Turm veröffentlichten die Losen Blätter aus dem Manuskript das Eingangskapitel „Auffahrt“. Auch frühe Fassungen von Marcel Beyers Roman „Kaltenburg“ und von Ingo Schulzes Roman „Neue Leben“ waren in der Zeitschrift zu lesen.